# Rosmeri Marval
Rosmeri Karina Marval Díaz (Caracas, 18 dicembre 1991) è un'attrice, modella e ballerina venezuelana, nota per il ruolo di Rosmery Rivas in Somos tú y yo e Non può essere!.

## Biografia
Rosmeri Marval è figlia di Elena Diaz e Rodolfo Marval. Ha sentito fin da piccola una grande inclinazione per il mondo della moda, partecipando e vincendo diversi concorsi come modella, come ad esempio Miss Primavera e Pretty Miranda. Conclusi gli studi liceali si iscrive alla facoltà di chimica.
Pur avendo fatto piccole comparse nel canale Televen, la sua prima esibizione televisiva importante è in Somos tú y yo. Riesce a far parte del casting di questa serie di Venevisión grazie all'Accademia Liter, in cui praticò balli contemporanei. Anche se non aveva mai preso lezioni di recitazione, riuscì ad ottenere un ruolo di primo piano in quella serie. Successivamente ottenne ruoli di primo piano anche in altre serie televisive, inclusa la sua unica serie che ha oltrepassato il confine venezuelano: Non può essere!, trasmessa anche in Italia. Nel 2011 partecipa alla versione spagnola di Ballando con le stelle. Nel 2012 interpreta il ruolo di Kimberly Castillo in Valgame Dios. Nel 2013 inizia le riprese nella nuova serie di Vladimir Perez come protagonista nel ruolo di Karem accanto al suo ex-collega di Somos tú y yo, Victor Drija.
Nel 2015 debutta come progettista e imprenditrice, presentando la sua linea di costumi da bagno, RosbyBeKate.

### Vita privata
Dal 2008 ha una relazione con Arán de las Casas, conosciuto sul set di Somos tú y yo. Si sono sposati sull'isola Margarita in Venezuela, nella chiesa cattolica l'8 ottobre 2016. Il 30 maggio 2019 nasce il primo figlio della coppia, Ian Gael De las Casas Marval.
 Il 27 giugno 2022 nasce la loro seconda figlia Arantza De las Casas Marval

## Filmografia

### Televisione
- Somos tú y yo – serial TV (2007-2010)
- Somos tú y yo: un nuevo dia – serie TV (2009)
- Non può essere! (NPS: No puede ser) – serie TV (2010-2011)
- Bailando con las estrellas – programma TV, 2º posto (2011)
- Válgame Dios – serial TV (2012)
- Ponte de pie – serial TV (2013)
- Amor secreto – serial TV (2015-2016)
- Entre tu amor, y mi amor – serial TV (2016)
- El Bronx – serie TV (2019)
- Bolívar – serie TV (2019)
- La Nocturna – serial TV (2020)

## Discografia

### Colonne sonore
- 2007 – Somos tú y yo
- 2008 – Somos tú y yo 2
- 2009 – Somos tú y yo: un nuevo día
- 2010 – NPS: No puede ser

## Teatro
- Hércules (2012)
- Preñadas (2012)
- Penélope, él y yo (2014)
- Venezolanos Desesperados (2015)

## Doppiatrici italiane
Nelle versioni in italiano delle opere in cui ha recitato, Rosmeri Marval è stata doppiata da:
- Jessica Bologna in Somos tú y yo[9]
- Greta Bonetti in Somos tú y yo: un nuevo dia[10]
- Laura Latini in Non può essere![11]